# 1224년

## 연호
- 남송(南宋) 가정(嘉定) 17년
- 금(金) 정대(正大) 원년
- 일본(日本) 조오(貞応) 3년 / 겐닌(元仁) 원년
- 서하(西夏) 건정(乾定) 2년
- 리 왕조(李朝) 끼엔자(建嘉) 14년 / 티엔쯔엉흐우다오(天彰有道) 원년

## 기년
- 남송(南宋) 영종(寧宗) 30년
- 금(金) 애종(哀宗) 원년
- 고려(高麗) 고종(高宗) 11년
- 몽골 칭기즈 칸 19년
- 서하(西夏) 헌종(獻宗) 2년
- 리 왕조(李朝) 혜종(惠宗) 14년 / 소황(昭皇) 원년